# Riu Vólogda
El Vólogda (rus: Вологда ) és un riu als districtes de Sheksninski i Vologodski de l'óblast de Vólogda, així com a la ciutat de Vólogda a Rússia. Afluent dret del Sukhona, té 155 km de llarg, i l'àrea de la seva conca 3.030 km². El seu principal afluent és el Toshnia (dreta). El riu pren el seu nom de la ciutat de Vólogda.

La conca de la Dvina Septentrional. El Vólogda es mostra al mapa.

Segons el Diccionari Etimològic de Max Vasmer, el nom "Vólogda" prové d'una llengua uràlica i significa "ciutat blanca". Un altre relat menys fiable suggereix que la ciutat va rebre el nom del riu i el seu nom s'hauria de traduir com "aigua blanca" (compareu amb Mari volgədo oriental llum). L'etimologia popular de vegades associa el nom Vólogda amb la paraula russa volok (rus: волок) que significa portatge o extrem de bosc.
La font de Vólogda es troba a la part occidental del districte de Vologodski. El riu flueix cap al nord, entra al districte de Sheksninski durant diversos quilòmetres, torna al districte de Vologodski i gira cap al sud-oest. La vall del Vólogda està molt poblada. Riu amunt de la ciutat de Vólogda, el riu accepta el Toshnia per la dreta i gira cap a l'est, travessant la ciutat de Vólogda. A l'est de Vólogda, el riu flueix al nord-est passant per zones pantanoses despoblades i s'uneix al Sukhona al poble d’Ustie-Vologodskoie.
La conca fluvial del riu Vólogda comprèn la major part del districte de Vologodski, així com zones menors dels districtes de Sheksninsko i Griazovetski de l'oblast de Vólogda. Pertany a les conques de la Dvinà Septentrional i del Mar Blanc.
El Vólogda és navegable des de la seva confluència amb el riu Toshnia, però no hi ha navegació de passatgers.